# میامی (اکلاهما)
میامی(به انگلیسی: Miami) شهری در ایالت اکلاهما کشور ایالات متحده آمریکا است که جمعیت آن در سرشماری سال ۲۰۱۰ میلادی، ۱۳٬۵۷۰ نفر بوده‌است.

## نگارخانه

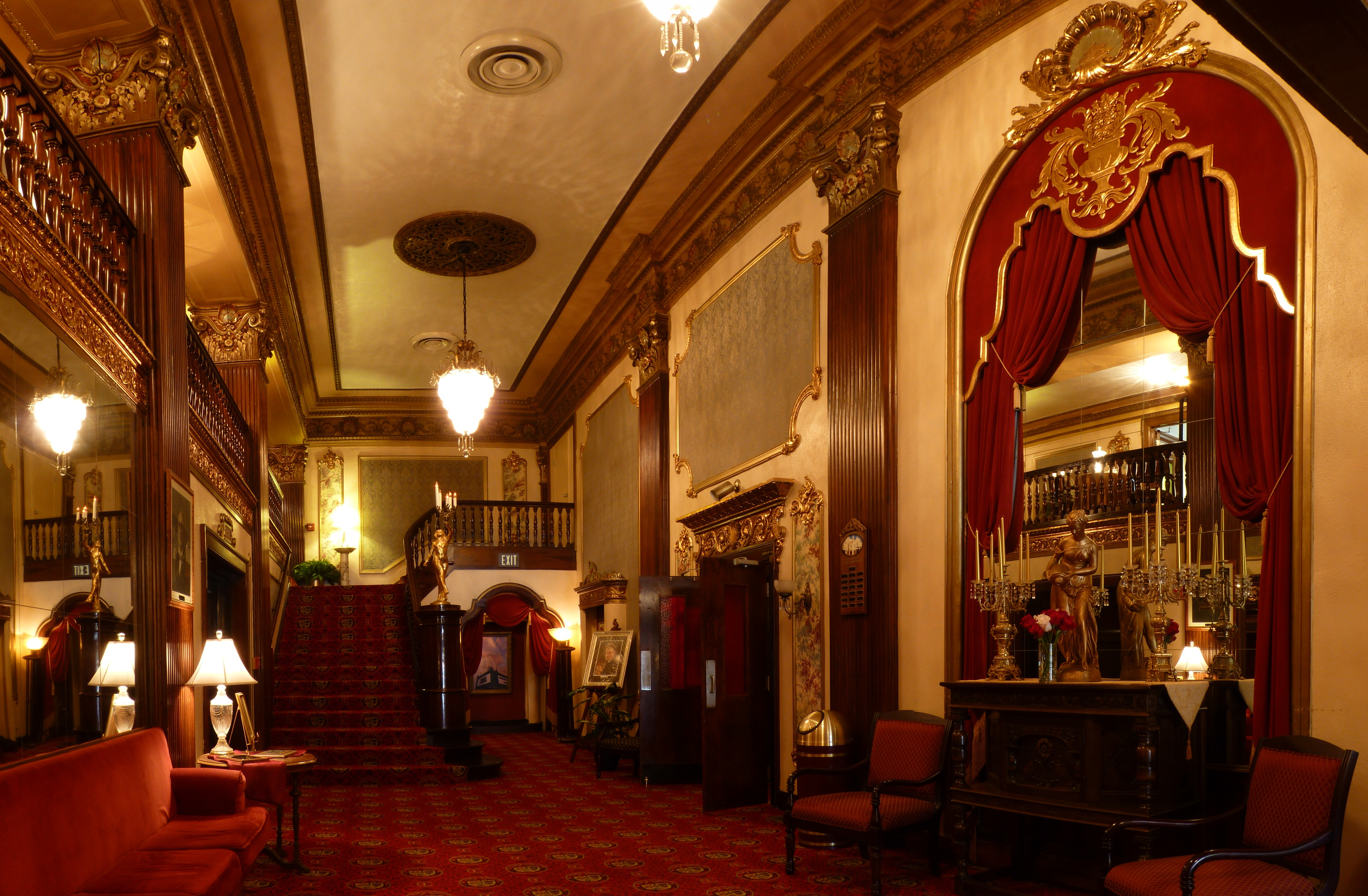
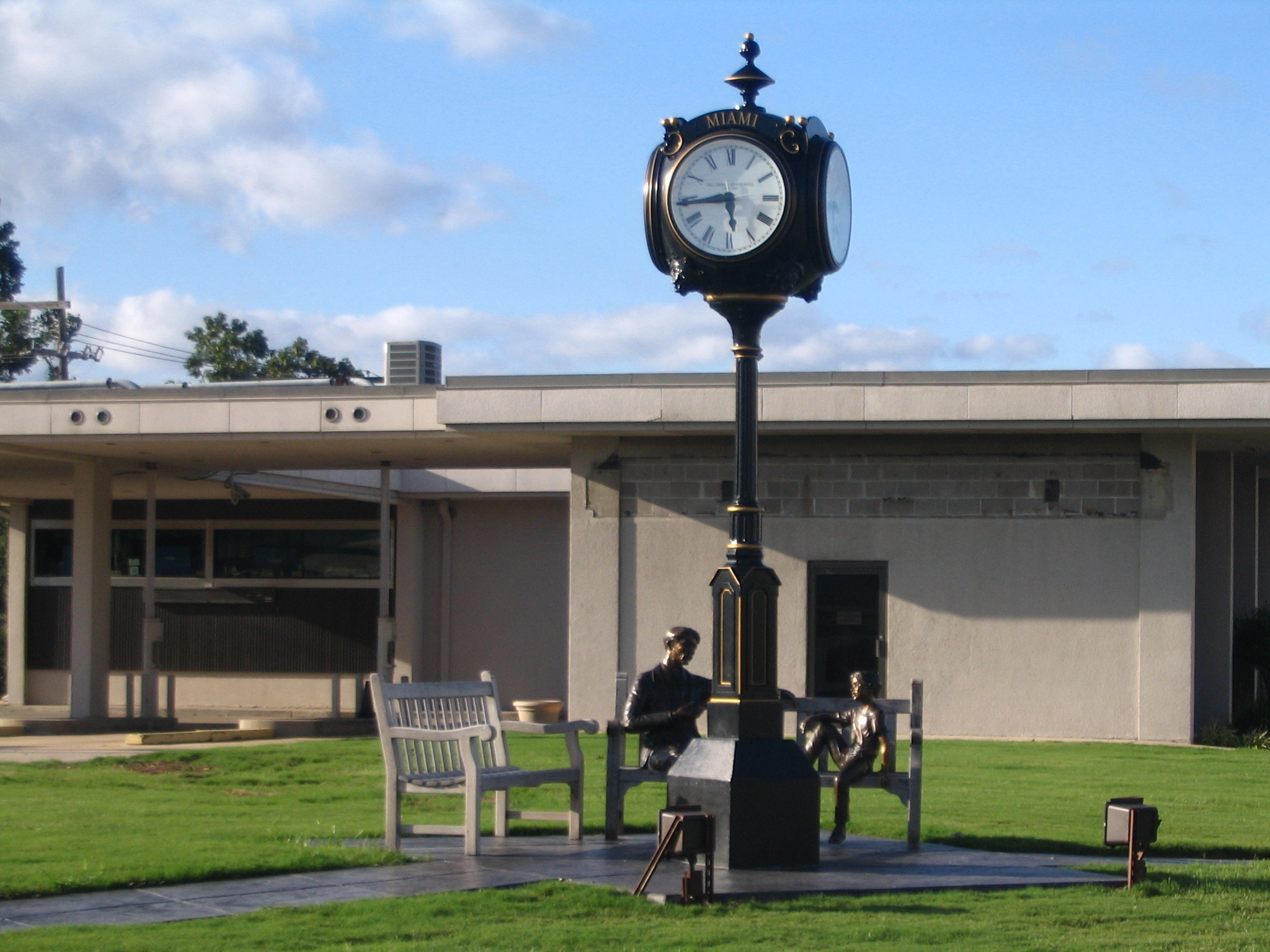
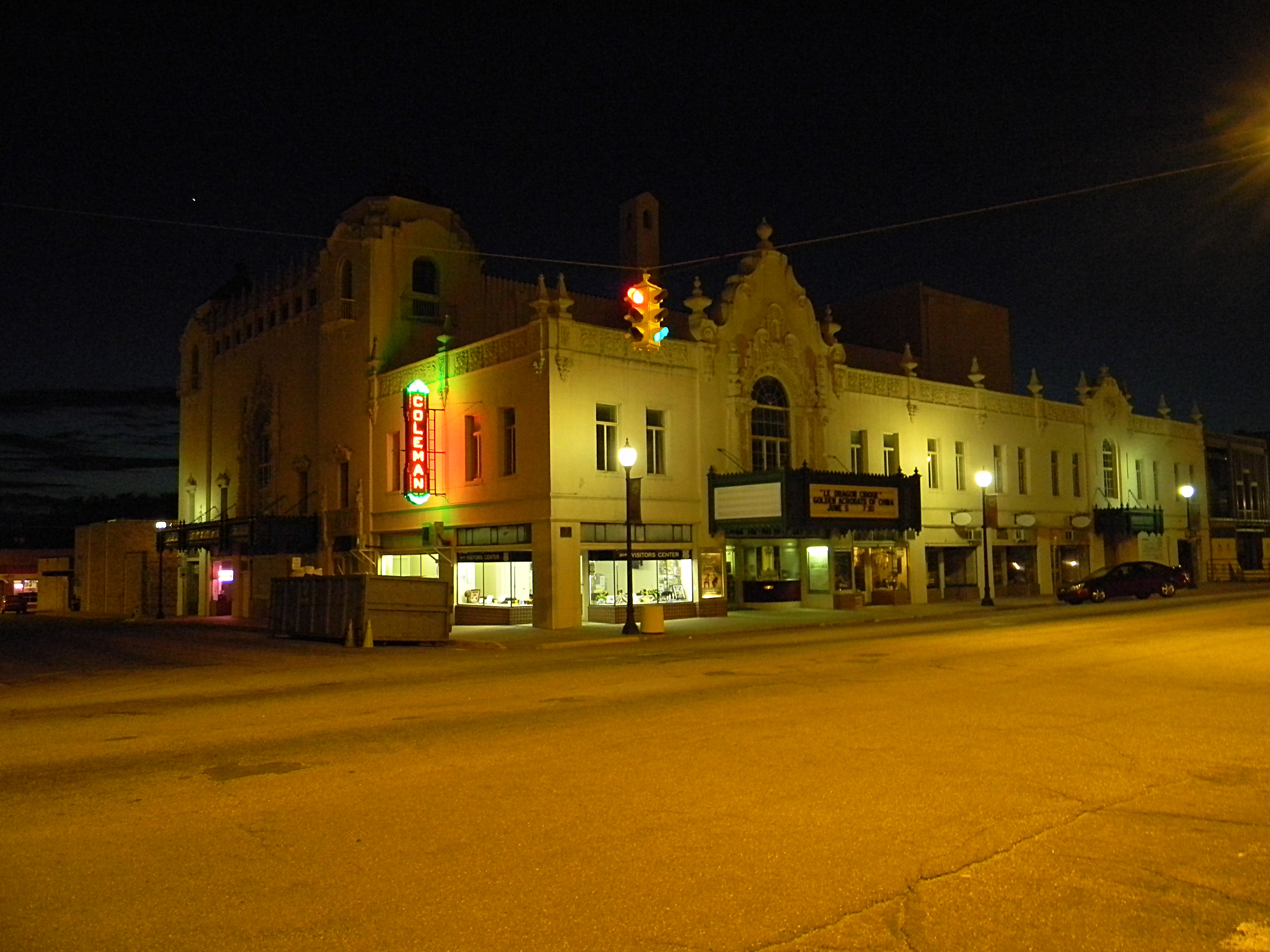
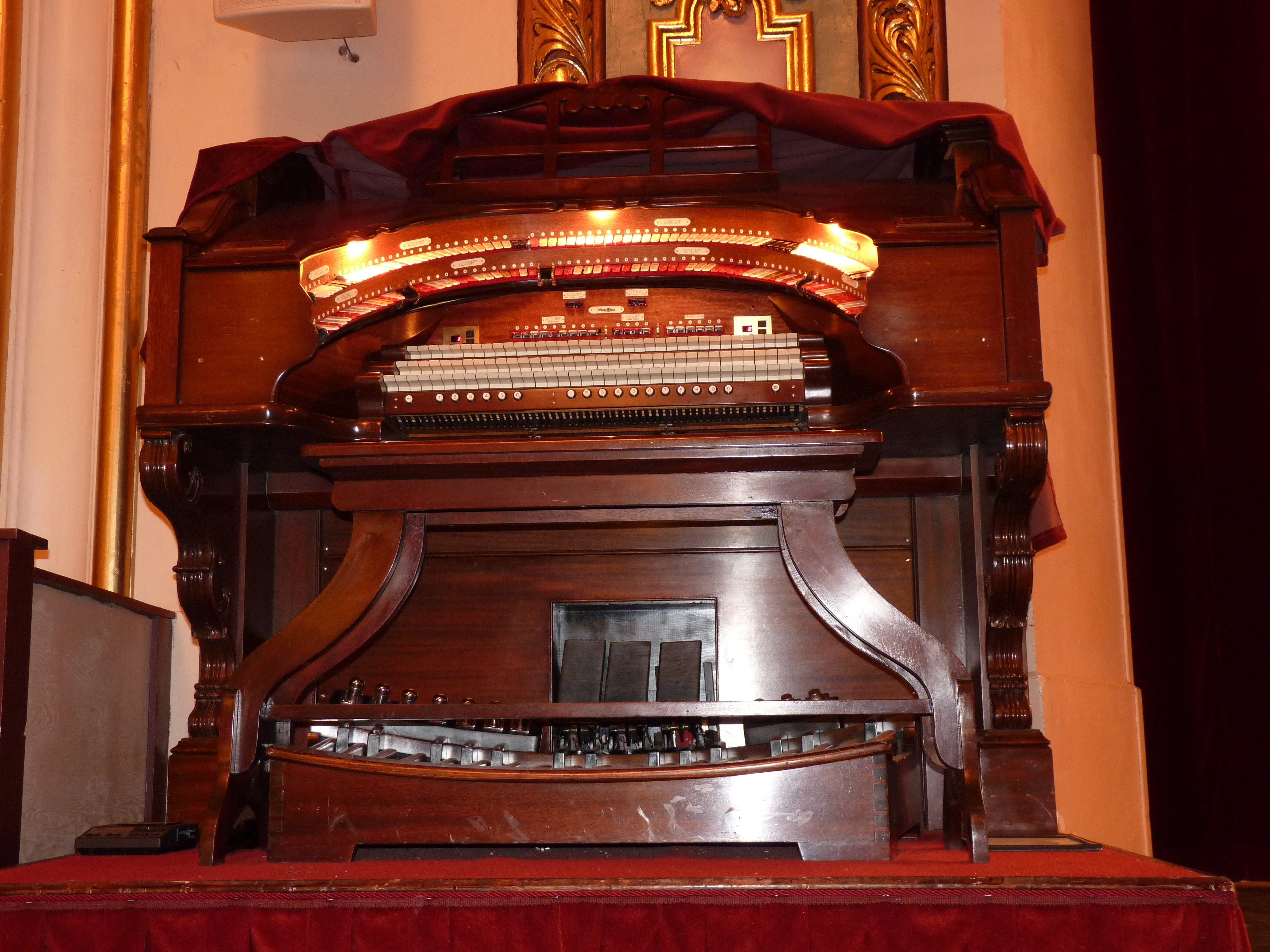
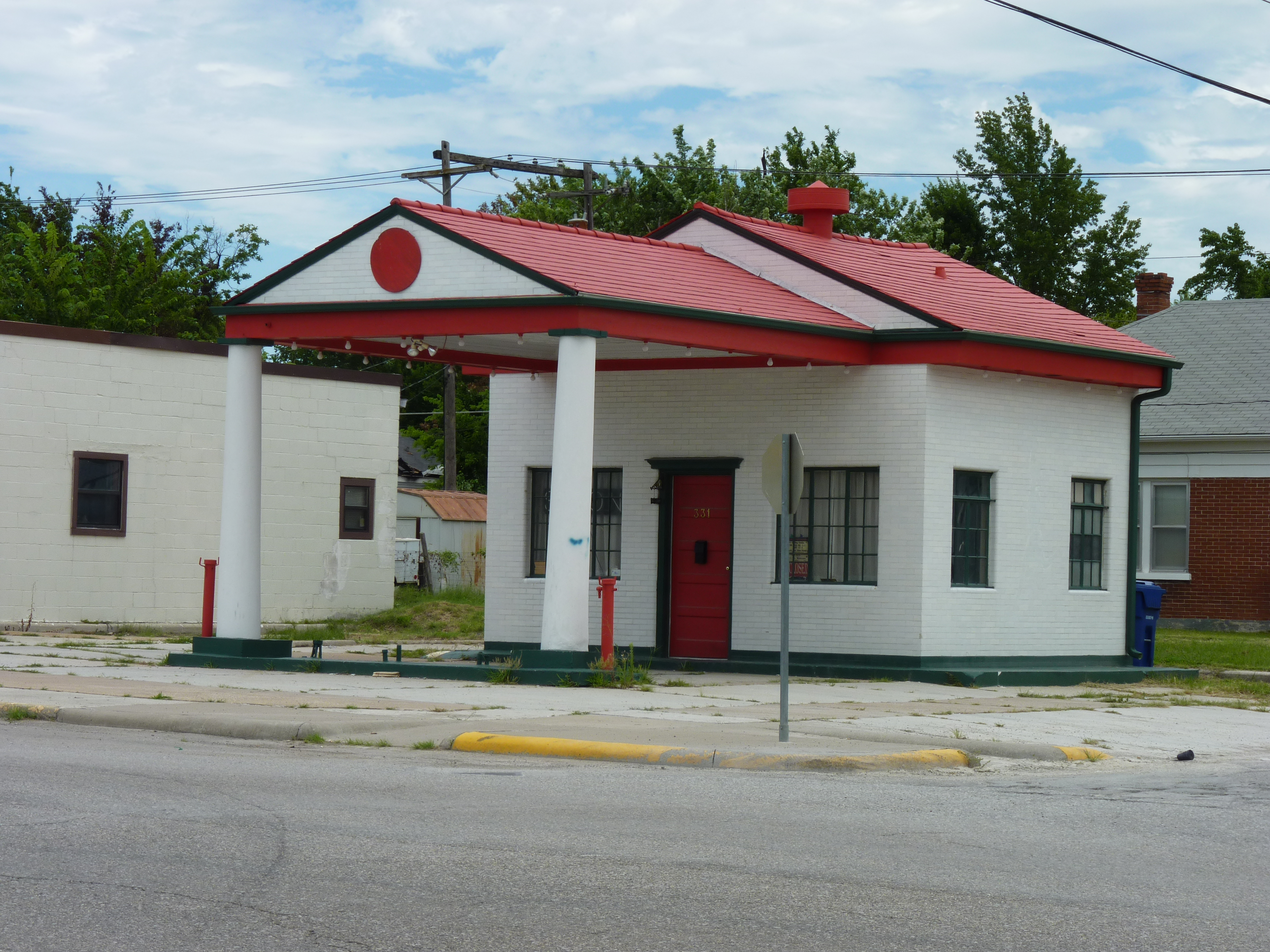